# ベルビュー (ネブラスカ州)
ベルビュー（英: Bellevue）は、アメリカ合衆国ネブラスカ州の最東部サーピィ郡の都市である。人口は6万4176人（2020年）で、州内で3番目に人口の多い都市である。州最大の都市オマハの南13kmにあり、オマハ・カウンシルブラフス都市圏に属する。1855年に自治体となったネブラスカ州最古の都市である。

## 歴史

### 毛皮の国
ベルビュー市となった開拓地は、1822年にセントルイスを拠点とするミズーリ毛皮会社の社長、ジョシュア・ピルチャーが毛皮貿易基地を建設したときに始まった。この基地は後の1828年に毛皮交易商ルシヤン・フォントネルズが購入してアメリカ毛皮会社のものとしてからフォントネルズポストと呼ばれた。この基地は土着のオマハ族、オトー族、ミズーリ族およびポーニー族インディアンとの交易の中心になった。この地域のミズーリ川を見下ろす崖からの眺めが美しかったので、初期のフランス系カナダ人罠猟師が「ベルビュー」（フランス語で美しい眺め）と名付けた。
毛皮交易が下火になりかけた1832年、フォントネルはその基地をアメリカ合衆国政府ミズーリ川インディアン代理局（ベルビュー代理局とも呼ばれた）に売却した。バプテスト教会の宣教師モーゼスとエリザのメリル夫妻が1833年にここに到着し、インディアン代理人が基地に一時滞在させた。
1835年、メリル夫妻はオトー族と共に8マイル (13 km) 西に移動し、オトー伝道所あるいはモーゼス・メリル伝道所とよばれたものを設立した。フォントネルの基地は1839年から1842年頃に放棄された。
セントルイスを本拠地にする毛皮交易業者でルイジアナ・クレオールのピーター・サーピィ大佐がベルビューの川向い、後にアイオワ州となった地に交易基地を建設した。そこではオレゴン、後にカリフォルニアのゴールドラッシュに向うヨーロッパ人やアメリカ人の開拓者遠征隊に物資を供給した。1846年頃、サーピィはベルビューとアイオワのセントメアリーズの間に渡し舟を就航させた。1850年代までに渡し舟の1つが蒸気船に代わった。

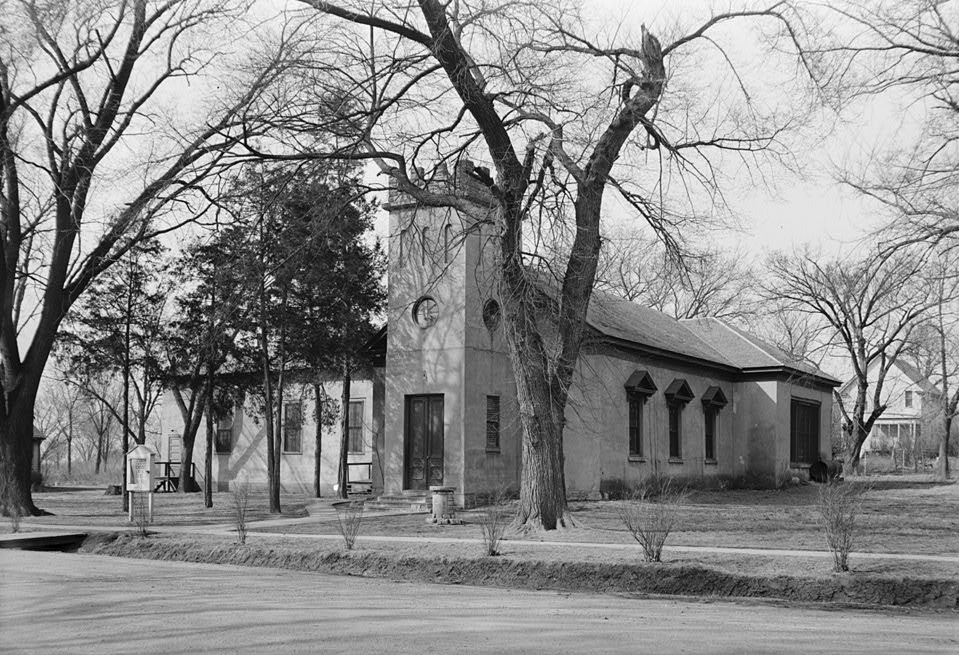
第一長老派教会

サーピィは著名な実業家としてベルビューの地域社会の中で活動した。彼は町の区画割を行い、組織化に貢献した。さらにディケーターの町の区画割りも行った。ネブラスカ議会はサーピィが地域社会の組織化に貢献したことで、この地域をサーピィ郡と名付けた。
ベルビューはミズーリ川沿いに位置して、プラット川流域にも近かったので、成長を続けた。その社会は東部からの工業製品や西部からの毛皮を運ぶ中継点になった。1840年代から1850年代にかけてベルビューは繁栄した。
毛皮交易が下火になってくると、ベルビューは1850年代の10年間で混合経済に移行した。ネブラスカ準州東部が1854年に開拓者に開放され、ベルビューでは建設ブームが起こった。第一長老派教会、銀行、ホテルおよび数多い個人宅が新しく建設された。しかしこの建設ブームは短命だった。町の拡大によってベルビューはネブラスカ準州の州都に選ばれるべきという考え方が生まれた。ベルビューは準州最古の都市であり、広く知られた開拓地だったので、住人は楽観していた。新しい準州知事フランシス・バートは既にベルビューに住いを移していた。しかしその到着から間もなく死んだ。その後継者T・B・カミングは準州都としてミズーリ川の北に新興間もないオマハを選んだ。

### 衰退
19世紀の後半のベルビューは比較的無名の町になった。オマハは1855年の人口数百人から1890年には104,000人にまで成長した。ベルビューの人口は市として消滅に近くなるまで減少した。1876年郡庁所在地が10マイル (16 km) 西のパピリオンに遷された。
1890年代、市が安価な土地を提供したことで地域にクルック砦が建設された。この砦がその後のベルビューの人口成長に刺激剤となった。1966年、ベルビュー・カレッジ（現在のベルビュー大学）が設立された。
1880年代から1940年代、ベルビューの人口増はわずかであり、500人程度から1940年の1,200人足らずへの拡大だった。この僅かな成長はオマハへの交通が改善され労働者が容易に通えるようになったことによっていた。

### オファット空軍基地

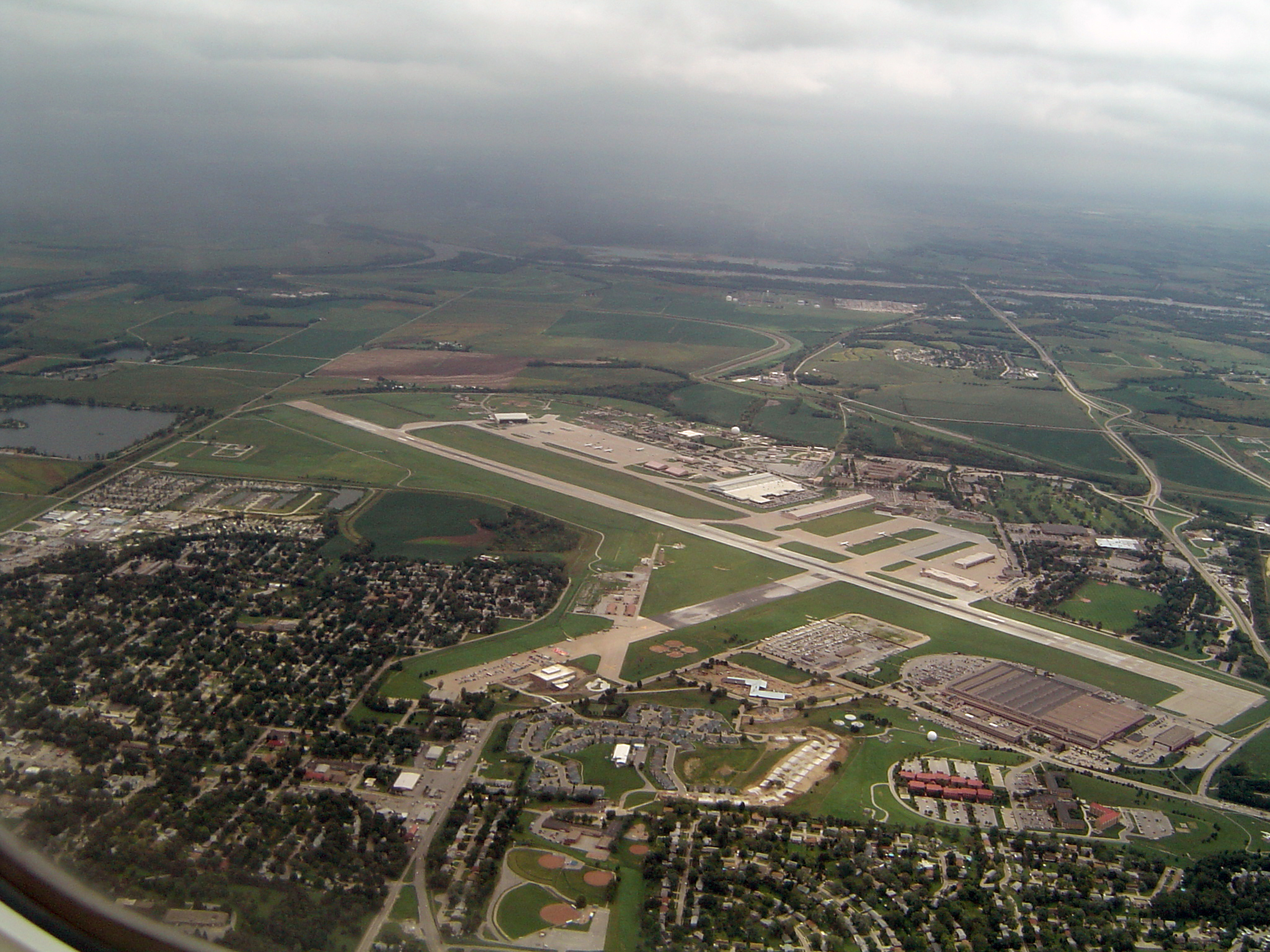
オファット空軍基地、ベルビュー市街は手前

クルック砦は後にオファット空軍基地と名前を変え、ベルビューの成長に拍車を駆けた。この基地は第二次世界大戦の間にグレン・L・マーティン・カンパニーの爆撃機工場となり、戦後間もなくアメリカ戦略軍の本部になった。文民、軍属合わせて数千の働き口を提供し、彼らがベルビューを居所にした。ベルビューの人口は1940年の1,200人足らずから1950年には5,000人ほどになり、10年後には約9,000人になった。さらに10年後の1970年には人口が2倍以上の2万人を超えた。
マーティン社の爆撃機工場では歴史的に有名になったエノラ・ゲイとボックスカーを製造した。これらはそれぞれ広島市と長崎市に原子爆弾を落とす時に使われ、太平洋戦争を終わらせることになった。
オファット空軍基地には第55飛行団、アメリカ戦略軍および空軍気象局が駐屯している。
ネブラスカ州で初の中央分離帯のある道路がオマハ市境南からオファット空軍基地まで建設された。今日フォートクルック道路と呼ばれるこの道路は、1941年12月8日、すなわち真珠湾攻撃の翌日に完工した。
2017年6月23日、アメリカ空軍はオファット基地周辺で竜巻が発生し、軍用機10機が損傷を受けたと発表。この中には、破局的な状況下においても空中で軍事作戦司令部の機能を担うことができるE-4が2機も含まれており、注目を集めた。

### 現在
今日のベルビューの成長は主に文民側の経済が拡大したことによっている。自動車専用道路のケネディ・フリーウェイが州間高速道路システムと繋がり、新しい建設ブームを起こした。商業、工業、および住宅の建設が全体に拡大した。1990年代、市の人口は47.5％も増大した。経済と人口の成長が世紀の変わり目以降も継続した。
ベルビューには面積1,400エーカー (5.7 km2) の私有のフォントネル森林があり、全長17マイル (27 km) のハイキング道路やミズーリ川とその周辺の景観を楽しめる。ここにはフォントネル基地の跡もある。ミズーリ川にあるヘイワース公園は人気のある観光地であり、ベルビュー市内に長く延びるウォーキング道の出発点である。
熱心に待望されていたベルビュー医療センターが2010年5月17日に開設された。この病院はハイウェイ370号線と25番通りの角に立っている。

## 地理
ベルビューは北緯41度9分31秒 西経95度56分3秒 / 北緯41.15861度 西経95.93417度に位置する。標高は1159フィート (353 m) である。
アメリカ合衆国国勢調査局によれば、市域全面積は13.4平方マイル (34.7 km2)、このうち陸地は13.3平方マイル (34.3 km2)、水域は0.1平方マイル (0.3 km2)で水域率は0.7％である。東の市境はミズーリ川である。
サーピィ郡の郡庁は近くのパピリオン市にある。

## 人口動態
以下は2000年の国勢調査による人口統計データである。
| 基礎データ - 人口: 44,382人 - 世帯数: 16,937世帯 - 家族数: 11,940家族 - 人口密度: 1,292.3人/km2（3,346.4人/mi2） - 住居数: 17,439軒 - 住居密度: 507.8軒/km2（1,314.9軒/mi2） 人種別人口構成 - 白人: 85.83% - アフリカン・アメリカン: 3.70% - ネイティブ・アメリカン: 0.50% - アジア人:2.11% - 太平洋諸島系: 0.11% - その他の人種: 2.78% - 混血: 2.54% - ヒスパニック・ラテン系: 5.88% 年齢別人口構成 - 18歳未満: 27.4% - 18-24歳: 10.2% - 25-44歳: 31.0% - 45-64歳: 21.8% - 65歳以上: 9.6% - 年齢の中央値: 34歳 - 性比（女性100人あたり男性の人口） - 総人口: 98.3 - 18歳以上: 95.6 | 世帯と家族（対世帯数） - 18歳未満の子供がいる: 35.5% - 結婚・同居している夫婦: 55.4% - 未婚・離婚・死別女性が世帯主: 11.3% - 非家族世帯: 29.5% - 単身世帯: 23.2% - 65歳以上の老人1人暮らし: 6.6% - 平均構成人数 - 世帯: 2.61人 - 家族: 3.09人 収入と家計（2007年推計） - 収入の中央値 - 世帯: 47,201米ドル - 家族: 54,422米ドル - 性別 - 男性: 33,819米ドル - 女性: 25,783米ドル - 人口1人あたり収入: 20,903米ドル - 貧困線以下 - 対人口: 5.9% - 対家族数: 4.1% - 18歳以下: 7.9% - 65歳以上: 3.8% |

## 著名な住人
- ボブ・ギブソン - メジャーリーグで活躍した投手。セントルイス・カージナルスに所属し、引退後はアメリカ野球殿堂入りした。